# Otfried von Weißenburg
Otfrid ou Otfried von Weißenburg (c. 790 — c. 875) é considerado o primeiro poeta, cujo nome nos foi transmitido, a escrever em alto alemão antigo. Sugere-se, através do dialeto de seus escritos, que ele era natural do sul da região hoje conhecida como Palatinado (Pfalz) na Alemanha. Seu nome indica sua proveniência, da cidade, hoje francesa, de Wissembourg, na Alsácia.

## Vida
Otfrid estudou por volta de 830 no mosteiro de Fulda com Rabanus Maurus, abade de 822 a 841/842 e sábio da Francônia, tendo sido consagrado padre no mesmo ano. Ocupou, então, provavelmente uma posição elevada na capela da côrte de Ludovico, o Germânico.
A partir de 847 Otfrid se estabelece novamente em Weißenburg, onde trabalha como escrivão (documentário), bibliotecário, exegeta e professor de gramática.

## Obra
Sua principal obra é o Liber evangeliorum, um poema épico bíblico escrito em alto alemão antigo com influência do dialeto do sul da Renânia-Palatinado. O poema é composto por 7104 versos (do tipo Langzeile ou verso longo) dispostos ao longo de 140 capítulos e agrupados em cinco livros. O texto nos foi transmitido através de quatro códices, dentre eles o Codices Palatini latini (Cod. Pal. lat.) que se encontra em Heidelberg.
Otfrid escreveu ainda uma série de comentários da Bíblia em latim, compilados de outros comentários.

## Importância
Sua importância reside no fato de ter sido o primeiro a reescrever em outra língua (a língua da Francônia, fränkisch) o conteúdo dos evangelhos, até então disponíveis apenas nas três línguas sagradas (hebraico, grego e latim).
Otfrid é considerado, ainda, o iniciador da tradição literária alemã, até hoje presente, da rima externa, que toma lugar do verso aliterativo.

## Literatura
- Horst Brunner: Geschichte der deutschen Literatur des Mittelalters im Überblick (= Reclam Universal-Bibliothek, Band 9485). Stuttgart 1997. ISBN 3-15-009485-2
- Ulrich Ernst: Otfrid von Weißenburg. In: Lexikon des Mittelalters, Band 6, Spalte 1557 ff.